# 아부다비 미디어
아부다비 미디어  (أبوظبي للإعلام, ADM, Abu Dhabi Media )는 2007년 아부다비 정부에 의해 설립된 미디어 사업체이다.
아부다비 채널과 스타FM 내셔널 지오그래픽 아부다비 채널, 등 20여 개 이상의 채널·출판·디지털 미디어 플랫폼 브랜드를 갖고있다. 비디오 호스팅 서비스인 베보(VEVO)의 주요 주주로 참여하였다.